# Charles-Victor Langlois
Charles-Victor Langlois (Ruan, 1863-París, 1929) fue un historiador francés. 

## Biografía
Recibió su doctorado en 1887 y se convirtió en profesor de la Universidad de París en 1909, donde enseñó bibliografía, paleografía e historia de la Edad Media. También fue profesor en La Sorbona.

## Obras
Langlois es sobre todo reconocido por sus estudios históricos del medievo francés, donde escribió obras destacadas como Le règne de Philippe III le hardi (El reino de Felipe III, el temerario). Considerado hasta la fecha como uno de los mejores trabajos sobre el tema.
También destaca el trabajo que realizó junto a Charles Seignobos, "Introduction aux études historiques” (Introducción a los estudios históricos). Una de las obras cumbres del positivismo al que Langlois estaba muy apegado.
Langlois escribió una descripción bibliográfica de todos los archivos de Francia Les archives de l'histoire de France (Los archivos de historia de Francia), gran aportación a la archivística en su país. 
En 1913 Langlois fue nombrado director de Archivos Nacionales de Francia y en 1917 obtuvo un puesto en la Academia de Inscripciones y Bellas Letras.